# 卵果鹤虱
卵果鹤虱（学名：Lappula patula）为紫草科鹤虱属的植物。分布于俄罗斯、克什米尔、印度、巴基斯坦、伊朗、阿富汗、非洲以及中国大陆的新疆等地，生长于海拔700米至3,000米的地区，常生长在田旁、荒地以及河谷阶地的砂砾地，目前尚未由人工引种栽培。